# Philadelphia Warriors 1946-1947
La stagione 1946-47 dei Philadelphia Warriors fu la 1ª nella BAA per la franchigia.
I Philadelphia Warriors arrivarono secondi nella Eastern Division con un record di 35-25. Nei play-off vinsero il primo turno con i St. Louis Bombers (2-1), la finale di division con i New York Knicks (2-0), per vincere poi il titolo battendo nella finale BAA i Chicago Stags (4-1).

## Risultati
| Squadra                 | V  | P  | %    | GB |
| ----------------------- | -- | -- | ---- | -- |
| Washington Capitols     | 49 | 22 | 81,7 | -  |
| Philadelphia Warriors   | 35 | 25 | 58,3 | 14 |
| New York Knicks         | 33 | 27 | 55,0 | 16 |
| Providence Steamrollers | 28 | 32 | 46,7 | 21 |
| Toronto Huskies         | 22 | 38 | 36,7 | 27 |
| Boston Celtics          | 22 | 38 | 36,7 | 27 |

## Roster
| \| Pos. \| Num. \| Naz. \| Nome \| Altezza \| Peso \| Data nascita \| Provenienza \| \| ---- \| ---- \| ---- \| ---------------- \| ------- \| ------ \| ------------ \| ---------------- \| \| A \| 12 \| \| Dallmar, Howie \| 193 cm \| 91 kg \| 24-05-1922 \| Pennsylvania \| \| G/AP \| 6 \| \| Fleishman, Jerry \| 188 cm \| 86 kg \| 14-02-1922 \| New York \| \| A/C \| 10 \| \| Fulks, Joe \| 196 cm \| 86 kg \| 26-10-1921 \| Murray State \| \| A \| 14 \| \| Guokas, Matt \| 191 cm \| 88 kg \| 11-11-1915 \| Saint Joseph's \| \| C \| 18 \| \| Hillhouse, Art \| 201 cm \| 100 kg \| 12-06-1916 \| Long Island \| \| G/AP \| 9 \| \| Kaplowitz, Ralph \| 188 cm \| 77 kg \| 18-05-1919 \| New York \| \| A \| 9 \| \| Murphy, John \| 188 cm \| 79 kg \| 13-09-1924 \| Simon Gratz H.S. \| \| G \| 5 \| \| Musi, Angelo \| 175 cm \| 66 kg \| 25-07-1918 \| Temple \| \| G \| 15 \| \| Rosenberg, Petey \| 178 cm \| 75 kg \| 07-04-1918 \| Saint Joseph's \| \| G \| 7 \| \| Rullo, Jerry \| 178 cm \| 75 kg \| 23-06-1923 \| Temple \| \| G \| 8 \| \| Senesky, George \| 188 cm \| 81 kg \| 04-04-1922 \| Saint Joseph's \| \| A \| 4 \| \| Sheffield, Fred \| 188 cm \| 75 kg \| 05-11-1923 \| Utah \| | Allenatore - Eddie Gottlieb Assistente/i - Cy Caselman Legenda - (C) Capitano - (FA) Free agent - (S) Sospeso - (TW) Contratto Two-way - (GL) Assegnato a squadra G League affiliata - Infortunato Roster • Transazioni · Ultima transazione: 3 febbraio 1947 |                        |                  |         |        |              |                  |
| Pos. | Num. | Naz.                   | Nome             | Altezza | Peso   | Data nascita | Provenienza      |
| A | 12 | Stati Uniti (bandiera) | Dallmar, Howie   | 193 cm  | 91 kg  | 24-05-1922   | Pennsylvania     |
| G/AP | 6 | Stati Uniti (bandiera) | Fleishman, Jerry | 188 cm  | 86 kg  | 14-02-1922   | New York         |
| A/C | 10 | Stati Uniti (bandiera) | Fulks, Joe       | 196 cm  | 86 kg  | 26-10-1921   | Murray State     |
| A | 14 | Stati Uniti (bandiera) | Guokas, Matt     | 191 cm  | 88 kg  | 11-11-1915   | Saint Joseph's   |
| C | 18 | Stati Uniti (bandiera) | Hillhouse, Art   | 201 cm  | 100 kg | 12-06-1916   | Long Island      |
| G/AP | 9 | Stati Uniti (bandiera) | Kaplowitz, Ralph | 188 cm  | 77 kg  | 18-05-1919   | New York         |
| A | 9 | Stati Uniti (bandiera) | Murphy, John     | 188 cm  | 79 kg  | 13-09-1924   | Simon Gratz H.S. |
| G | 5 | Stati Uniti (bandiera) | Musi, Angelo     | 175 cm  | 66 kg  | 25-07-1918   | Temple           |
| G | 15 | Stati Uniti (bandiera) | Rosenberg, Petey | 178 cm  | 75 kg  | 07-04-1918   | Saint Joseph's   |
| G | 7 | Stati Uniti (bandiera) | Rullo, Jerry     | 178 cm  | 75 kg  | 23-06-1923   | Temple           |
| G | 8 | Stati Uniti (bandiera) | Senesky, George  | 188 cm  | 81 kg  | 04-04-1922   | Saint Joseph's   |
| A | 4 | Stati Uniti (bandiera) | Sheffield, Fred  | 188 cm  | 75 kg  | 05-11-1923   | Utah             |